# Stay Tuned
Stay Tuned (Alternativtitel Höllische Spiele) ist eine US-amerikanische Filmparodie aus dem Jahr 1992. Regie führte Peter Hyams, der auch die Kamera führte.

## Handlung
Roy Knable ist ein Couch-Potato und ständig vor dem Fernseher, statt sich um seine Frau und seine Kinder zu kümmern. Seine Frau Helen zerstört bei einem handfesten Streit den Fernseher, da taucht plötzlich Mr. Spike an der Haustür auf und verkauft Roy ein neues Fernsehgerät mit einer Satellitenanlage, die in der Lage ist 666 Kanäle zu empfangen.
Beim Fernsehen werden Roy und Helen von der Satellitenschüssel in das Fernsehprogramm gesaugt. Mr. Spike gibt sich als Mitarbeiter des Teufels zu erkennen. Falls beide die nächsten 24 Stunden überleben, sind sie frei; ansonsten gehören ihre Seelen Satan. Im Laufe einer Odyssee durch verschiedene Fernsehserien und Filme laufen sie stets Gefahr, getötet zu werden, wenn sie nicht schnell wieder aus der Szene verschwinden oder die Gefahr bestehen können; dabei werden sie stets von Mr. Spike verfolgt, der alles versucht, um sie zu sabotieren. 
Roy und seiner Frau gelingt es, die 24 Stunden zu überstehen und Mr. Spike wird für sein Scheitern bestraft. Roy beschließt, in Zukunft deutlich weniger fernzusehen.

## Parodien
Zu den parodierten Filmen und Fernsehserien zählen unter anderem:
- Für eine Handvoll Dollar
- Rosemaries Baby
- Ein Fremder ohne Namen
- Der Exorzist
- Taxi Driver
- Mord ist ihr Hobby
- Golden Girls
- Eine schrecklich nette Familie
- Raumschiff Enterprise – Das nächste Jahrhundert
- Die Fürsten der Dunkelheit
- Noch drei Männer, noch ein Baby
- Miss Daisy und ihr Chauffeur
- Der Prinz von Bel-Air
- Beverly Hills, 90210
- Das Schweigen der Lämmer
- Terminator 2 – Tag der Abrechnung
- Wayne’s World
- Looney Tunes

Ein Cameo der besonderen Art wurde mit Herzbube mit zwei Damen geleistet, der Sitcom-Serie, mit der John Ritter Berühmtheit erlangte.

## Kritiken
„Voll garstiger Anspielungen, nur etwas atemlos. Höllisch pointenreiches Zapping-Vergnügen.“

„Witzlos und ohne Timing.“

„Satire auf das Fernsehen und seine Konsumenten, die bei aller Liebe für Details nur stellenweise Tempo und Witz entwickelt.“

## Auszeichnungen
- 1993: Nominierung Young Artist Award für David Tom
- 1993: Nominierung Young Artist Award für Heather McComb